# Seabees
| Sigillet till höger samt ett foto från 1944 med förbandets informella motto: Det svåra gör vi nu, det omöjliga tar lite längre tid. |  | Sigillet till höger samt ett foto från 1944 med förbandets informella motto: Det svåra gör vi nu, det omöjliga tar lite längre tid. |
| Sigillet till höger samt ett foto från 1944 med förbandets informella motto: Det svåra gör vi nu, det omöjliga tar lite längre tid. |  | |

Seabees är namnet på ingenjörsförbanden i USA:s flotta. Namnet Seabees (Sjöbin) är en heterograf och kommer från det engelskspråkiga uttalet av CB, som är en förkortning för Construction Battalion (byggnadsbataljon), som är ingenjörsförbandens grundorganisation.

## Bakgrund
Flottans ingenjörsförband upprättades 1942 under andra världskriget, efter attacken mot Pearl Harbor och slaget om Wake Island mot den Kejserliga japanska flottan i Stillahavskriget. Bakgrunden till bildandet var att medarbetare från civila byggföretag kontrakterade av marindepartementet inte kunde räknas som kombattanter och räkna med att bli behandlade som krigsfångar ifall de tillfångatogs av fienden.
Seabees har från början utbildats efter samma standard som marinkårens soldater och en CB kan därför utan svårighet ingå sin helhet eller som detachement i marinkårens operativa organisation (engelska: Fleet Marine Force) och är avsedda att kunna utföra arbeten flexibelt och anpassningsbart i alla klimat, i fred såväl som i krig.
Från Seabees utvecklades dykförbandet Underwater Demolition Teams (UDT) som senare vid tiden för Vietnamkriget vidareutvecklades till flottans attackdykare och specialförband, Navy SEALs.

## Organisation

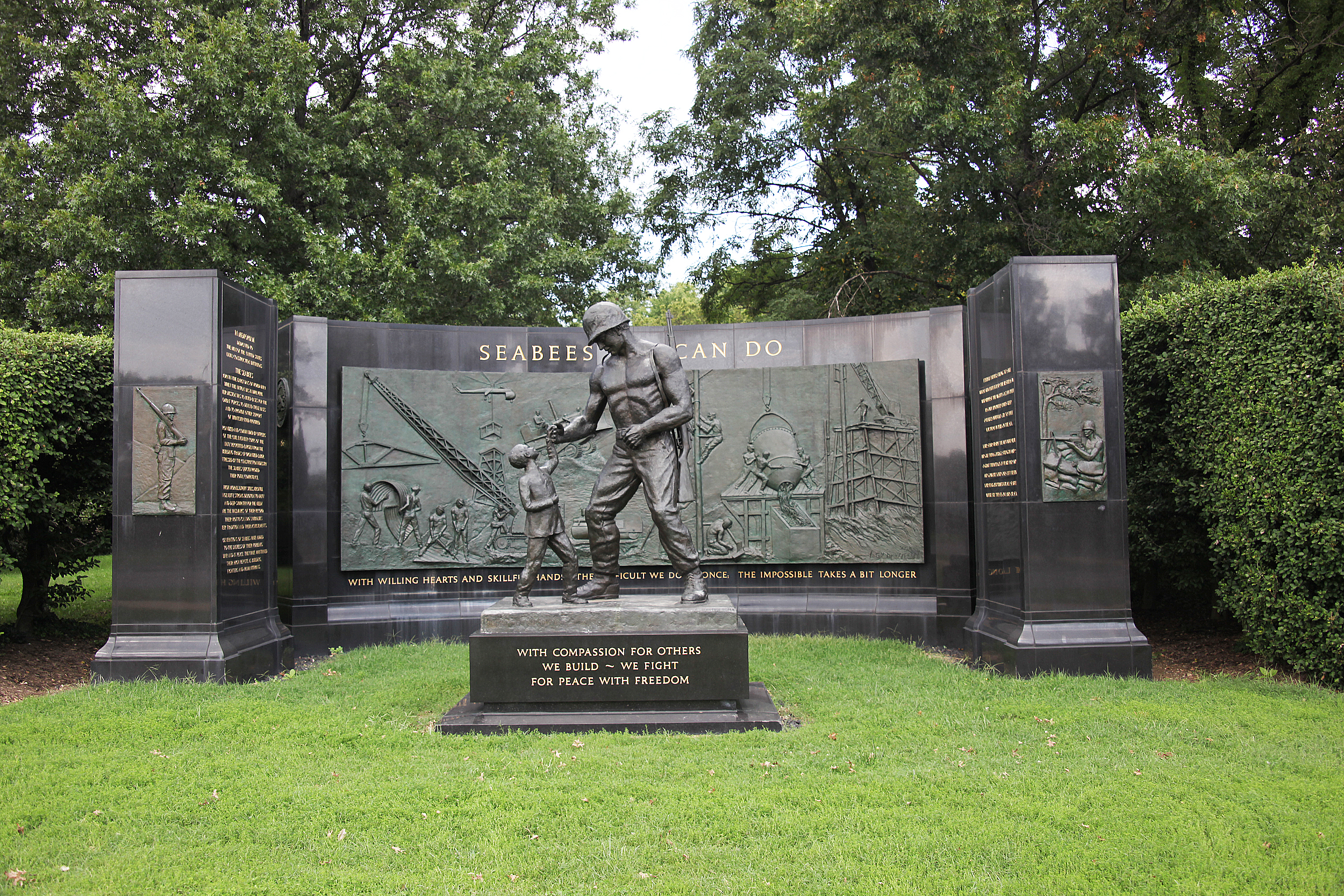
Monument för Seabees vid Arlington National Cemetery.

Seabees är i formell mening benämnd som U.S. Naval Construction Force och ingår i Navy Expeditionary Combat Command (som i sin tur ingår i United States Fleet Forces Command) och är fördelat med en bas på väst- respektive sydkusten: Naval Construction Group 1 (NCG 1) vid Naval Construction Battalion Center Port Hueneme i Port Hueneme, Kalifornien samt Naval Construction Group (NCG 2) vid Naval Construction Battalion Center Gulfport i Gulfport, Mississippi.
Seabees består av 19 bataljoner och med en personalstyrka på cirka 13 000. Officerarna i Seabees tillhör flottans civilingenjörskår.
Camp David underhålls av Seabees och de assisterar även USA:s utrikesdepartement med byggprojekt kring deras ambassader i utlandet.